# Curviramea mexicana
Curviramea mexicana är en bladmossart som beskrevs av H. Crum 1984. Curviramea mexicana ingår i släktet Curviramea och familjen Hookeriaceae. Inga underarter finns listade i Catalogue of Life.